# Piscop
Piscop é uma comuna francesa na região administrativa da Ilha de França, no departamento do Vale do Oise. Estende-se por uma área de 4.08 km². Em 2010 a comuna tinha 739 habitantes (densidade: 181,1 hab./km²).